# 凯迪亚克
凯迪亚克（法語：Quédillac，法語發音：[kedijak]）是法国伊勒-维莱讷省的一个市镇，位于该省西部，属于雷恩区。

## 地理
凯迪亚克（48°14'58"N, 2°8'33"W）面积26.54 平方千米，位于法国布列塔尼大區伊勒-维莱讷省，该省份为法国西北部沿海省份，位于布列塔尼半岛东部，北濒大西洋，西接阿摩尔滨海省和莫尔比昂省，南至大西洋卢瓦尔省，西南端接曼恩-卢瓦尔省，东临马耶讷省，东北与芒什省接壤。
与凯迪亚克接壤的市镇（或旧市镇、城区）包括：拉沙佩勒布朗什、勒克鲁艾、梅德雷阿克、布列塔尼地区蒙托邦、大圣梅昂、普吕莫加特、圣茹昂德利勒。

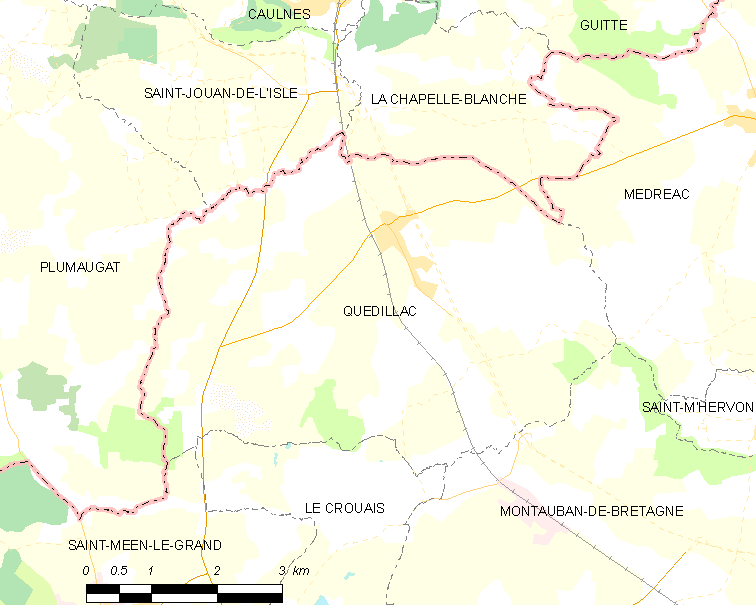
凯迪亚克的OSM定位图

凯迪亚克的时区为UTC+01:00、UTC+02:00（夏令时）。

## 行政
凯迪亚克的邮政编码为35290，INSEE市镇编码为35234。

## 政治
凯迪亚克所属的省级选区为布列塔尼地区蒙托邦县。

## 人口

1962-2008年间凯迪亚克人口变化图示

凯迪亚克于2022年1月1日时的人口数量为1272人。